# Sidi Alioum
Pour les articles homonymes, voir Alioum.
Sidi Alioum, né en 1982, est un arbitre camerounais de football, international depuis 2008.

## Carrière
Il a officié dans des compétitions majeures : 
- Coupe d'Afrique des nations des moins de 17 ans 2011 (1 match)
- Coupe du monde de football des moins de 17 ans 2011 (4 matchs)
- Ligue des champions de la CAF 2011 (finale aller)
- Coupe d'Afrique des nations 2015
- Coupe d'Afrique des nations 2019 (dont le match d'ouverture Égypte  -  Zimbabwe et la finale Sénégal  -  Algérie)